# Леонель Міранда
Леонель Аріель Міранда (ісп. Leonel Ariel Miranda; 7 січня 1994, Авельянеда, Аргентина) — аргентинський футболіст, півзахисник клубу «Расінг».

## Клубна кар'єра
Міранда розпочав професійну кар'єру в клубі «Індепендієнті». На початку 2013 року його було включено до заявки основної команди. 4 лютого року в матчі проти «Тігре» Леонель дебютував в аргентинській Прімері. 24 лютого в поєдинку проти «Расінга» з Авельянеди Міранда забив свій перший гол за «Індепендьєнте».
На початку 2015 року Леонель на правах оренди перейшов до американського «Х'юстон Динамо». 8 березня в матчі проти «Коламбус Крю» він дебютував у MLS, замінивши у другому таймі Вілл Брюїн. 26 липня в поєдинку проти Лос-Анджелес Гелаксі він забив свій перший гол за Х'юстон Динамо.
Влітку 2016 року Міранда перейшов у «Дефенса і Хустісія». 4 вересня в поєдинку Кубка Аргентини проти «Бельграно» він дебютував за нову команду. 3 грудня в поєдинку проти «Атлетіко Рафаела» Леонель забив свій перший гол за «Дефенса і Хустісія».
З сезону 2019/2020 захищає кольори «Расінга» (Авельянеда). Переможець турніру чемпіонів професіональної ліги 2022 року.